# Grässjön (Tiveds socken, Västergötland)
Grässjön är en sjö i Laxå kommun i Västergötland och ingår i Motala ströms huvudavrinningsområde. Sjön har en area på 0,448 kvadratkilometer och ligger 153,1 meter över havet. Grässjön ligger i Kojemossen Natura 2000-område. Vid provfiske har abborre och mört fångats i sjön.

## Delavrinningsområde
Grässjön ingår i det delavrinningsområde (652753-143059) som SMHI kallar för Utloppet av Grässjön. Medelhöjden är 159 meter över havet och ytan är 1,62 kvadratkilometer. Det finns inga avrinningsområden uppströms utan avrinningsområdet är högsta punkten. Höljebäcken som avvattnar avrinningsområdet har biflödesordning 3, vilket innebär att vattnet flödar genom totalt 3 vattendrag innan det når havet efter 200 kilometer. Avrinningsområdet består mestadels av skog (62 procent). Avrinningsområdet har 0,45 kvadratkilometer vattenytor vilket ger det en sjöprocent på 27,8 procent.